# Деканат Гюссинг
Деканат Гюссинг — деканат католической епархии Айзенштадт.
Деканат  включает в себя 23 прихода.

## Приходы с церковными зданиями
| Приход — Pfarre                                         | Святой покровитель — Patrozinium                    | Церковное здание — Kirchengebäude                                                      | Изображение — Bild                                            |
| Бильдайн (Bildein)                                      | Святой Вит (Hl. Vitus)                              | Приходская церковь Бильдайн (Pfarrkirche Bildein)                                      | Приходская церковь Бильдайн                                   |
| Бокксдорф (Bocksdorf)                                   | Святая Анна (Hl. Anna)                              | Приходская церковь Бокксдорф (Pfarrkirche Bocksdorf)                                   | Приходская церковь Бокксдорф                                  |
| Гас (Gaas)                                              | Вознесение Девы Марии (Mariä Himmelfahrt)           | Приходская церковь Гас (Pfarrkirche Gaas)                                              | Святилище приходской церкви Мария-Вайнберг (Гас)              |
| Герерсдорф-бай-Гюссинг (Gerersdorf bei Güssing)         | Мартин Турский (Hl. Martin)                         | Приходская церковь Герерсдорф-бай-Гюссинг (Pfarrkirche Gerersdorf bei Güssing)         | Римско-католическая приходская церковь Герерсдорф-бай-Гюссинг |
| Гросмюрбиш (Großmürbisch)                               | Иштван I Святой (Hl. König Stephan)                 | Приходская церковь Гросмюрбиш (Pfarrkirche Großmürbisch)                               | Приходская церковь Гросмюрбиш                                 |
| Гюссинг (Güssing)                                       | Иаков Зеведеев (Hl. Jakobus der Ältere)             | Приходская церковь Гюссинг (Pfarrkirche Güssing)                                       | Приходская церковь святого Иакова Зеведеев (Гюссинг)          |
| Гюттенбах (Güttenbach)                                  | Иосиф Обручник (Hl. Josef)                          | Приходская церковь Гюттенбах (Pfarrkirche Güttenbach)                                  | Приходская церковь Гюттенбах                                  |
| Дойч-Чанчендорф (Deutsch Tschantschendorf)              | Рождество Пресвятой Богородицы (Mariä Geburt)       | Приходская церковь Дойч-Чанчендорф (Pfarrkirche Deutsch Tschantschendorf)              | Римско-католическая церковь Дойч-Чанчендорф                   |
| Дойч-Шютцен (Deutsch Schützen)                          | Богородица (Mariä Namen)                            | Приходская церковь Дойч-Шютцен (Pfarrkirche Deutsch Schützen)                          | Приходская церковь Дойч-Шютцен                                |
| Кукмирн (Kukmirn)                                       | Иосиф Обручник (Hl. Josef)                          | Приходская церковь Кукмирн (Pfarrkirche Kukmirn)                                       | Католическая приходская церковь Кукмирн                       |
| Мошендорф (Moschendorf)                                 | Святая Розалия (Hl. Rosalia)                        | Приходская церковь Мошендорф (Pfarrkirche Moschendorf)                                 | Приходская церковь Мошендорф                                  |
| Нойберг (Neuberg)                                       | Иоанн Креститель (Hl. Johannes der Täufer)          | Приходская церковь Нойберг (Pfarrkirche Neuberg im Burgenland)                         | Приходская церковь Нойберг                                    |
| Оллерсдорф (Ollersdorf)                                 | Вознесение Девы Марии (Mariä Himmelfahrt)           | Приходская церковь Оллерсдорф-им-Бургенланд (Pfarrkirche Ollersdorf im Burgenland)     | Святилище Оллерсдорф                                          |
| Ольбендорф (Olbendorf)                                  | Лаврентий Римский (Hl. Laurentius)                  | Приходская церковь Ольбендорф (Pfarrkirche Olbendorf)                                  | Приходская церковь Ольбендорф                                 |
| Санкт-Катрайн (St. Kathrein)                            | Екатерина Александрийская (Hl. Katharina)           | Приходская церковь Санкт-Катрайн (Pfarrkirche St. Kathrein im Burgenland)              | Приходская церковь Санкт-Катрайн-им-Бургенланд                |
| Санкт-Михаэль-им-Бургенланд (St. Michael im Burgenland) | Архангел Михаил (Hl. Michael)                       | Приходская церковь Санкт-Михаэль-им-Бургенланд (Pfarrkirche St. Michael im Burgenland) | Приходская церковь Санкт-Михаэль-им-Бургенланд                |
| Тобай (Tobaj)                                           | Флориан Лорхский (Hl. Florian)                      | Приходская церковь Тобай (Pfarrkirche Tobaj)                                           | Римско-католическая церковь Тобай                             |
| Хагенсдорф (Hagensdorf)                                 | Косма и Дамиан (Hll. Cosmas und Damian)             | Приходская церковь Хагенсдорф (Pfarrkirche Hagensdorf)                                 | Приходская церковь Хагенсдорф                                 |
| Хайлигенбрунн (Heiligenbrunn)                           | Климент I (Hl. Clemens)                             | Приходская церковь Хайлигенбрунн (Pfarrkirche Heiligenbrunn)                           | Приходская церковь Хайлигенбрунн                              |
| Штегерсбах (Stegersbach)                                | Святой Дух (Hl. Geist)                              | Приходская церковь Штегерсбах (Pfarrkirche Stegersbach)                                | Новая католическая приходская церковь Штегерсбах              |
| Штинац (Stinatz)                                        | Святой Пётр и святой Павел (Hll. Petrus und Paulus) | Приходская церковь Штинац (Pfarrkirche Stinatz)                                        | Приходская церковь Штинац                                     |
| Штрем (Strem)                                           | Антоний Падуанский (Hl. Antonius von Padua)         | Приходская церковь Штрем (Pfarrkirche Strem)                                           | Приходская церковь Штрем                                      |
| Эберау (Eberau)                                         | Иосиф Обручник (Hl. Josef)                          | Приходская церковь Эберау (Pfarrkirche Eberau)                                         | Приходская церковь Эберау                                     |

## Внешние ссылки
- Официальный сайт епархии Айзенштадта  (нем.)
- Информация об епархии Айзенштадта  (англ.)
- Диоцез Айзенштадт  (нем.)
- Диоцез Айзенштадт (обзорная информация)  (нем.)
- Деканаты диоцеза Айзенштадт Dekanate  (нем.)
- Приходы диоцеза Айзенштадт Pfarren  (нем.)